# Maroomba Airlines
 (juillet 2019).
Maroomba Airlines est une compagnie aérienne et charter basé en Australie-Occidentale. 

## Histoire
Fondée en 1985, la compagnie opère régulièrement des services charters ad hoc dans toute l'Australie-Occidentale. 
Elle exploite actuellement[évasif] des contrats d'affrètement d'exploitation minière par avion et exploite également un Beechcraft Super King Air et un jet d'affaires Hawker 850XP pour le compte du gouvernement de l'Australie-Occidentale pour le transport ministériel dans tout l'État. En novembre 2008, Maroomba a été choisi pour exploiter le Rio Tinto LifeFlight Jet, pour le compte du Royal Flying Doctor Service, Western Operations. 
Le Hawker 800XP est le premier avion à réaction utilisé par le RFDS et permet un transport plus rapide des patients autour des étendues de WA,. Des installations de transfert de patients construites à des fins sont en cours de construction dans le cadre de la mise à niveau du terminal de 2010. 
La compagnie aérienne a ouvert ses propres installations de maintenance à l'aéroport de Perth en 2003, mais celle-ci a été sous-traitée à Airflite au début de 2008.

## Flotte
En avril 2020, la flotte de la compagnie se compose de :
- 3 appareils Bombardier Q Series [4]
- 2 Beechcraft B200 King Air
- 1 Beechcraft 1900D
- 1 Hawker 850XP